# Melodien für Millionen
Melodien für Millionen war eine Unterhaltungssendung des ZDF. Alle Ausgaben wurden von Dieter Thomas Heck moderiert und liefen von 1985 bis 2007 unregelmäßig im Hauptabendprogramm des Mainzer Fernsehsenders. Die Show wurde in großen Hallen vor Publikum in Deutschland produziert.

## Inhalt
Mittels redaktioneller Recherche und Zuschauerbriefe wurden emotionale Geschichten ausgewählt und im Gespräch mit den Beteiligten nacherzählt. Oft hatte das Team vermisste Verwandte oder Bekannte ausfindig gemacht und Überraschungsgäste eingeladen. Als Kulisse diente ein nachgebautes Kaffeehaus im altdeutschen Stil mit Drehtür, Holzvertäfelungen und runden Marmortischen. Komparsinnen in klassischer Serviererinnen-Bekleidung sorgten für die Bewirtung. In späteren Folgen assistierte Monika Sundermann, den ZDF-Zuschauern bereits aus Dalli Dalli bekannt.
Mit den erlebten Geschichten verbanden die Gäste meist musikalische Erinnerungen. Den jeweiligen Titel trugen die Original-Interpreten im Anschluss daran per Vollplayback vor. Dabei handelte es sich entweder um Schlager, englischsprachige Oldies, volkstümliche Titel oder Musik aus Opern und Operetten. In jeder Show illustrierte diese zusätzlich ein bekanntes Orchester und ein Fernsehballett um den Interpreten herum. Manche der Musik-Aufnahmen spielten Orchester und Interpret zuvor sogar neu ein. Die Plattenfirma Ariola, später Sony Music, veröffentlichte diese zeitnah auf mehreren Tonträgern.

## Karitatives Engagement
Aus dem Verkauf der Tonträger ging je Langspielplatte, Musikkassette oder Compact Disc ein Teilbetrag an eine wohltätige Organisation. Ab 1994 sammelte das ZDF auch während der Shows die Zuschauerspenden für die Deutsche Krebshilfe. Zum Finale 2007 kamen 4,1 Millionen Euro an Spenden zusammen. Insgesamt konnten in den 13 Jahren seit 1994 laut Presseinfo der Organisation rund 50 Millionen Euro für den wohltätigen Zweck gesammelt werden.

## Ende
Mit der letzten Ausgabe vom 18. November 2007 stellte der Sender die Showreihe ein. Gleichzeitig verkündete auch Dieter Thomas Heck das Ende seiner aktiven TV-Karriere als Moderator. Die letzte Ausgabe verfolgten insgesamt 5,78 Millionen Zuschauer bei 16,1 Prozent Marktanteil. In der werberelevanten Zielgruppe lag der Marktanteil lediglich bei 3,0 Prozent, nur 460.000 Zuschauer waren unter 50 Jahren.
Am 2. November 2008 führte Carmen Nebel mit der ZDF-Spendengala Hand in Hand Hecks Engagement fort. Von 2009 bis 2021 wurde ihre ZDF-Show Willkommen bei Carmen Nebel einmal jährlich zugunsten der Deutschen Krebshilfe ausgestrahlt.

## Wiederholungen
Ab Februar 2015 wurde die Showreihe 30 Jahre nach Erstausstrahlung wöchentlich montags um 20:15 Uhr auf ZDFkultur mit Ausnahme der Folge 12 mit einigen Unterbrechungen bis zur Einstellung des Senders im September 2016 erstmals wiederholt.

## Trivia
- Mildred Scheel, die damalige Schirmherrin der Deutschen Krebshilfe, war in der ersten Ausgabe der Sendereihe zu Gast. Sie verstarb an einer Krebserkrankung drei Monate nach der Ausstrahlung.
- Die Schlager-/Chansonsängerin und Schauspielerin Dalida hatte in Melodien für Millionen ihren letzten deutschen TV-Auftritt. Die Aufzeichnung wurde posthum am 7. November 1987 nach ihrem Suizid im Mai 1987 ausgestrahlt.
- Nach dem Publikumserfolg, vor allem auf die Überraschungsgeschichten zurückzuführen, startete Rudi Carrell 1988 für die ARD seine Samstagabend-Show mit dem Beinamen Laß Dich überraschen. Sie enthielt unter anderem ebenfalls die Zusammenführung verschollener Freunde und Verwandte. Im Vergleich zur ZDF-Variante bewarben sich die Zuschauer allerdings nicht selbst, sondern wurden meist unter einem Vorwand ins WDR-Studio geladen.
- Olli Dittrich und Wigald Boning veröffentlichten 1996 als Comedy-Duo Die Doofen eines ihrer Alben unter dem Titel „Melodien für Melonen“ in Anlehnung an die Show. Die Fun Metal-Band J.B.O. benannte ihre Titel „Instrumentalmedley I & II“ nachträglich in „Melodien für Melonen“ um.
- Ragnhild Heck († 2023), Ehefrau und Managerin des Moderators, erhielt im Januar 2007 selbst die Diagnose Brustkrebs. Die Erkrankung galt auch offiziell als Grund für Hecks Abschied vom TV. Nach erfolgreicher Behandlung schilderte sie ihre Erlebnisse in der letzten Ausgabe der Show.
- Unabhängig zur Sendereihe veranstaltete das Haus der Geschichte in Bonn vom 9. Mai bis zum 5. Oktober 2008 eine Wechselausstellung zur Historie des Deutschen Schlagers inklusive Begleitbuch unter dem Titel „Melodien für Millionen. Das Jahrhundert des Schlagers“.

## Veröffentlichungen
Die CD-Reihe wird seit 2011 von Sony Music in veränderter Zusammenstellung mit Künstlerspecials, aber ohne Spendenabgabe neu aufgelegt. Ebenfalls erschienen drei Best-of-DVD, einzeln oder als Box-Set, mit diversen Musik-Auftritten aus den Originalshows.

## Liste der TV-Ausstrahlungen
| Folge | Datum      | Ort                                     | Gäste |
| 01    | 02.02.1985 | Eilenriedehalle Hannover                | Bruce Low, Margot Eskens, Tamara Lund, Rudolf Schock, Vico Torriani |
| 02    | 13.04.1985 | Internationales Congress Centrum Berlin | Anneliese Rothenberger, Nicolai Gedda, Peter Kraus, Roland Kaiser, Paul Kuhn |
| 03    | 07.07.1985 | Internationales Congress Centrum Berlin | Reinhard Mey, Karl Ridderbusch, Heino, Ivan Rebroff, Max Greger, Rudolf Schock, Evelyn Künneke, Al Martino |
| 04    | 24.10.1985 | Stadthalle Bremen                       | Goombay Dance Band, Helga Feddersen, Cindy & Bert, Peter Rubin, Karel Gott, Freddy Quinn, Paola, Mary Roos, Dalida |
| 05    | 18.01.1986 | Philipshalle, Düsseldorf                | Ilse Werner, Johannes Heesters, Adamo, Günter Wewel, Lotti Krekel |
| 06    | 22.03.1986 | Ortenau-Halle, Offenburg                | Su Kramer, Bibi Johns, Sylvia Vrethammar, Rudolf Schock, Reinhard Mey, Marta Eggerth |
| 07    | 05.10.1986 | Freiheitshalle, Hof                     | Angelika Milster, Ivan Rebroff, Marta Eggerth-Kiepura, Siw Malmkvist, Howard Carpendale, Daliah Lavi |
| 08    | 22.11.1986 | Freiheitshalle, Hof                     | Paul Kuhn, Ute Mann Singers, Gotthilf Fischer und seine Fischer-Chöre, Etienne Cap, Marjon Lambriks, Peter Orloff, Heinz Hoppe, Opernchor der Städtischen Bühnen Nürnberg, Roberto Blanco, Lotar Olias                           |
| 09    | 14.03.1987 | Stadthalle Bremerhaven                  | Paul Kuhn, Ute Mann Singers, Rex Gildo, Marianne und Michael, Chris Norman, Edith Hancke, Barbara Schöne, Wolfgang Völz, Ralf Wolter, Heike Schäfer, Gunther Philipp, Caterina Valente, Gotthilf Fischer und seine Fischer-Chöre |
| 10    | 07.11.1987 | Ortenau-Halle, Offenburg                | Margot Eskens, Anneliese Rothenberger, Dalida, Tony Christie, Su Kramer, Jeanette Scovotti, Franzl Lang, Chor des Collegium Musicum, 1. TC Ludwigsburg                                                                           |
| 11    | 19.03.1988 | Weser-Ems-Halle, Oldenburg              | Truck Stop, Ireen Sheer, Paul Kuhn, Gerhard Wendland, Heino, Helmut Zacharias, Marianne und Michael, Harald Serafin |
| 12    | 16.10.1988 | Hanns-Martin-Schleyer-Halle, Stuttgart  | Peter Alexander, Vicky Leandros, Peter Seiffert und Die Westfälischen Nachtigallen, Dorthe Kollo, Ivan Rebroff, die Fischer-Chöre, Slavko Avsenik und seine Original Oberkrainer, Orchester Paul Kuhn, Ute-Mann-Singers          |
| 13    | 19.03.1989 | Rhein-Ruhr-Halle, Duisburg              | Roberto Saccà, Paul Kuhn, Karl Ridderbusch, Mary Roos, Bernd Clüver |
| 14    | 22.11.1989 | Ortenau-Halle, Offenburg                | Jürgen Marcus, Lena Valaitis, Sylvia Vrethammar, Freddy Quinn, Nana Mouskouri, Ute Mann Singers |
| 15    | 29.04.1990 | Freiheitshalle, Hof                     | Francisco Araiza, Anneliese Rothenberger, Johannes Heesters, Roger Whittaker, Speelwark |
| 16    | 09.12.1990 | Stadthalle Cottbus                      | Lucia Popp, Al Bano & Romina Power, Milva, Roberto Sacca, Heinz Hoppe |
| 17    | 19.01.1991 | Ostseehalle, Kiel                       | Anneliese Rothenberger, Daliah Lavi, Olsen Brothers, Jochen Schäfer |
| 18    | 05.10.1991 |                                         | Richard Clayderman, Erste Allgemeine Verunsicherung, Karel Gott, Michael Holm, Udo Jürgens, Mary Roos |
| 19    | 04.01.1992 | Eilenriedehalle, Hannover               | Edda Moser, Engelbert, Marianne & Michael, Ivan Rebroff |
| 20    | 29.11.1992 | Ostseehalle, Kiel                       | Udo Jürgens, Paola, Nicole, Lena Valaitis, Karel Gott, Ivan Rebroff, Roberto Sacca, Rudolf Schock, Margot Eskens |
| 21    | 16.05.1993 | Sporthalle Böblingen                    | Peter Minich, Paul Kuhn, Gaby Albrecht, Ilse Werner, Wiener Sängerknaben |
| 22    | 24.07.1993 | Halle Münsterland, Münster              | Francisco Ariaza, Margot Eskens, Wolfgang Petry, Michelle, Tom Astor, Claudia Jung, Bernhard Brink, G. G. Anderson, Mut zur Menschlichkeit                                                                                       |
| 23    | 23.01.1994 | Ortenau-Halle, Offenburg                | Die Flippers, Max Greger, Marianne und Michael, Willy Hagara, Lolita, Roberto Blanco, Roberto Saccà |
| 24    | 15.10.1994 | Freiheitshalle, Hof                     | Die Flippers, Edith Prock, Dagmar Koller, Patrick Lindner, Caterina Valente, Waltraut Haas, Ireen Sheer, Marc Marshall |
| 25    | 03.12.1995 | Ortenau-Halle, Offenburg                | Frank Schöbel, Andrea Bocelli, Helmut Zacharias, Freddy Quinn, Patrick Lindner, Vicky Leandros, Udo Jürgens, Schürzenjäger |
| 26    | 15.12.1996 | Nordseehalle, Emden                     | Peter Minich, Eva Lind, Gillian Scalici, Ron Williams, Stevie Woods, Montserrat Caballé, Nino D’Angelo |
| 27    | 07.12.1997 | Sporthalle Böblingen                    | Peter Hofmann, Nicole, Vicky Leandros, Regensburger Domspatzen, Claudia Jung, Peter Seiffert |
| 28    | 06.12.1998 | Grugahalle, Essen                       | Milva, Wolfgang Petry, Claudia Jung, Deborah Sasson, Freddy Quinn, Nino de Angelo, Orchester Paul Kuhn, Fischer-Chöre |
| 29    | 05.12.1999 | Ortenau-Halle, Offenburg                | Nana Mouskouri, Siw Malmkvist, Drafi Deutscher, Roberto Blanco, Mireille Mathieu, Edda Moser, Orchester Paul Kuhn, Adamo |
| 30    | 02.04.2000 | Nordseehalle, Emden                     | James Last, Barry Ryan, Wiener Walzerengel, Gregorian, Anna Montanaro, Volker Bengl, Harald Juhnke, Deutsches Fernsehballett |
| 31    | 26.11.2000 | Volkswagen Halle Braunschweig           | Orchester Vincero, James Last, Montserrat Caballé, Deborah Sasson, Vicky Leandros, German Tenors, Maari Ballett, Brunner & Brunner                                                                                               |
| 32    | 01.05.2001 | Friedrich-Ebert-Halle, Ludwigshafen     | Silvia von Schweden, Michelle, Eva Lind, Fischer Chöre, Orchester Dieter Reith, Karel Gott, Alexandru Badea, Perumanta |
| 33    | 25.11.2001 | Ortenau-Halle, Offenburg                | Karel Gott, Angelika Milster, Helmut Lotti, Die Flippers, Rick Astley, Volker Bengl, James Last |
| 34    | 28.04.2002 | Messe Erfurt                            | Jürgen Marcus, Karat, Claudia Jung, Filippa Giordano |
| 35    | 24.11.2002 | Leipziger Messe                         | Chris Rea, Die jungen Tenöre, Angelika Milster, Roger Whittaker |
| 36    | 04.05.2003 |                                         | Ute Freudenberg, Geschwister Hofmann |
| 37    | 23.11.2003 | Messe Erfurt                            | |
| 38    | 14.03.2004 | Messe Erfurt                            | Gregorian Music, David Hasselhoff |
| 39    | 21.11.2004 | Ortenau-Halle, Offenburg                | Vanessa-Mae, Udo Jürgens, Chris de Burgh, Peter Kraus |
| 40    | 13.05.2005 | Ortenau-Halle, Offenburg                | Katja Ebstein, Patrick Lindner, Stefanie Hertel, Mirelle Mathieu, Hartmut Engler, Marc Marshall |
| 41    | 20.11.2005 | Chemnitz Arena                          | Ute Freudenberg, Alexander Klaws, Uwe Kröger, Katie Melua, Mainzer Hofsänger, Gaby Albrecht |
| 42    | 19.11.2006 | Erdgas-Arena, Riesa                     | Nana Mouskouri, The Puppini Sisters, Gaby Albrecht, Marc Marshall, Andrea Berg, DJ Ötzi |
| 43    | 18.11.2007 | Messe Erfurt                            | Holiday on Ice, Karel Gott, Peter Maffay, Roland Kaiser, André Rieu |